# RPM (gruppo musicale)
RPM è un gruppo rock brasiliano fondato nel 1983 a San Paolo. Il nome della formazione è un acronimo per Revoluções por Minuto.
Il loro album Radio Pirata Ao Vivo, inciso nel 1986, ha venduto tre milioni di copie nel mondo.
Dal 2025 la band si è rinominata RPM - O Legado.

## Storia del gruppo
Nel 1980 è avvenuto il primo incontro tra Paulo Ricardo e Luiz Schiavon, all'epoca due giovani musicisti di San Paolo. Il primo studiava per diventare critico musicale e Schiavon era un pianista classico che frequentava il conservatorio. I due sono entrati nella band jazz fusion Aura, insieme al batterista Paulinho Valenza e a Edu Coelho, un chitarrista originario di Curitiba. Dopo tre anni gli Aura si sono sciolti ma è stato proprio allora che Luiz Schiavon si è innamorato del rock, della musica elettronica e dei sintetizzatori. Mentre Paulo Ricardo per un periodo ha vissuto in Europa, prima in Francia e poi a Londra, mantendendo contatti con Schiavon. Al suo rientro in Brasile i due hanno insieme scritto le prime canzoni: Olhar 43, A Cruz e A Espada, Louras Geladas e la canzone che avrebbe poi dato ispirazione per il nome della band, Revoluções por Minuto. A loro si sono aggiunti Fernando Deluqui, ex chitarrista della cantante May East (all'epoca fidanzata con Schiavon) e il batterista Júnior Moreno, appena quindicenne. Quest'ultimo se è andato poco tempo dopo, venendo sostituito da Charles Gavin, che aveva lasciato gli Ira!. 
Firmato nel 1984 il contratto con l'etichetta Sony Music, l'anno dopo la band ha fatto uscire l'album eponimo: particolare successo ha conseguito Louras Geladas, una canzone rock che ha spopolato anche nelle discoteche. Sempre nel 1985 c'è stato l'abbandono di Charles Gavin: un nuovo batterista, Paulo Pagni (ex-Patife Band), lo ha rimpiazzato nella formazione, destinata a diventare nel 1986 il gruppo brasiliano rock di maggiore successo, con 900.000 copie vendute, grazie al sapiente uso dei sintetizzatori da parte di Schiavon e all'atmosfera un po' cupa degli arrangiamenti. I brani trattavano vari temi, comprese la politica internazionale e le grandi trasformazioni economiche. La band si è poi affermata in Portogallo e in Francia.
Il fallimento del progetto RPM Discos, ovvero quella che doveva diventare l'etichetta del gruppo, è stata la causa che ha portato al primo scioglimento ufficiale nel 1987. Ma già lo stesso anno esso si sarebbe ricomposto, con la produzione di un nuovo album, Quatro Coiotes - che ha superato in classifica persino Roberto Carlos Braga - e l'affermazione negli USA.
In seguito la band ha iniziato a percorrere la sua fase discendente,  sciogliendosi quindi per la seconda volta. I RPM si riformeranno nel nuovo millennio, ma senza più ritrovare la popolarità di un tempo, nonostante il rientro di Fernando Deluqui dopo il periodo di militanza negli Engenheiros do Hawaii. Nel 2018 Paulo Ricardo ha lasciato il gruppo per riprendere la sua carriera da solista: verrà sostituito da Dioy Pallone. Una causa legale l'ha poi visto opposto ai suoi ex compagni, per l'uso improprio del marchio RPM.
Nel giugno 2019 è deceduto Paulo Pagni ; lo sostituirà Kiko Zara. Tre anni dopo è scomparso Luiz Schiavon. Il gruppo aveva appena pubblicato il singolo Promessas.  Nella formazione è entrato quindi un nuovo tastierista, Tato Andreatta.
Nel 2025 la band, in seguito all'uscita di Dioy Pallone - sostituito dal nuovo cantante-bassista Fabio Pelissioni - si è rinominata RPM - O Legado. Il primo singolo, lanciato a gennaio, si intitola O Show Não Pode Parar. In primavera sono stati diffusi invece i singoli Rock 'N Roll Romance e Da África à Jamaica.

## Componenti

### Membri attuali
- Fernando Deluqui, voce e chitarrista
- Fabio Pelissioni, voce e bassista
- Tato Andreatta, tastierista
- Kiko Zara, batterista

### Ex membri
- Paulo Ricardo, voce e bassista
- Paulo "P.A." Pagni, batterista
- Luiz Schiavon, voce e tastierista
- Moreno Junior, batterista
- Charles Gavin, batterista
- Marquinho Costa, batterista
- Dioy Pallone, voce e bassista

## Discografia

### Album studio
- (1985) Revoluções por Minuto
- (1986) Rádio Pirata ao Vivo
- (1988) RPM
- (1993) Paulo Ricardo & RPM
- (2002) MTV Ao Vivo
- (2011) Elektra

### Raccolte
- 2000:  Vinte e Um RPM
- 2005: Maxximum
- 2008: Revolução! RPM 25 Anos (box set contenente i dischi Revoluções por Minuto, Rádio Pirata Ao Vivo e Quatro Coiotes; un disco di remix e rarità, e la versione DVD di vídeo Rádio Pirata - O Show, lanciato originariamente nel 1987 da Rede Globo)

### Live
- 1986: Rádio Pirata Ao Vivo
- 2002: MTV RPM 2002

### DVDs Live
- 2002: MTV RPM 2002
- 2008: Rádio Pirata - O Show (inizialmente lanciato come parte della box set Revolução! RPM 25 Anos,  poi pubblicato separatamente)

### Singoli
- 1985: "Juvenília"
- 1985: "Louras Geladas"
- 1985: "Rádio Pirata"
- 1985: "Olhar 43"
- 1985: "A Cruz e a Espada"
- 1985: "Revoluções Por Minuto"
- 1986: "Alvorada Voraz"
- 1986: "London, London"
- 1986: "Flores Astrais"
- 1986: "Naja"
- 1987: "Homo Sapiens"
- 1988: "Quatro Coiotes"
- 1988: "Sete Mares"
- 1988: "Partners"
- 1991: "Gita"
- 1993: "Gênese"
- 1993: "Surfista Prateado"
- 1993: "Pérola"
- 2002: "Vida Real"
- 2002: "Onde Está o Meu Amor?"
- 2002: "Fatal"
- 2002: "Rainha"
- 2011: "Dois Olhos Verdes"
- 2011: "Muito Tudo"
- 2012: "Ela é demais (Pra mim)"
- 2012: "Ninfa" (Remix)
- 2012: "Deusa das Águas"
- 2023: "Promessas"
- 2024: "Nada é Maior do que a Verdade"
- 2025: "O Show Não Pode Parar"
- 2025: "Rock 'N Roll Romance"
- 2025: "Da África à Jamaica"
- 2025: "Ela Vem Me Ver"

### Collaborazioni
- 1989: Cais (Cover RPM di canzone "A página do relâmpago elétrico")
- 1991: O Início, O Fim e o Meio (tributo a Raul Seixas)